# Arroyo Solís Grande
L' arroyo Solís Grande est un cours d'eau uruguayen qui naît dans le département de Lavalleja, aux environs du km 106,5 de la route 8 au sud-ouest de la ville de Minas. Long de quelque 30 km, il se dirige vers le sud et sert de limite avec les départements de Canelones (jusqu’à sa confluence avec l’arroyo Sauce) puis de Maldonado, avant de se jeter dans le Río de la Plata.
Contrairement aux idées reçues, son nom ne viendrait pas de l'explorateur espagnol Juan Diaz de Solis, mais d'un travailleur agricole nommé Solís dont les terres se trouvaient entre les arroyos Solís Grande et Solís Chico.
Le 18 juin 1843, durant la Grande Guerre, les troupes de Fructuoso Rivera y triomphèrent de celles de Manuel Oribe.

## Source
- (es) Cet article est partiellement ou en totalité issu de l’article de Wikipédia en espagnol intitulé « Arroyo Solís Grande » (voir la liste des auteurs).